# برستوواچ (کرواسی)
برستوواچ (به لاتین: Brestovac) یک منطقهٔ مسکونی در کرواسی است که در شهرستان پوژگا-اسلاونیا واقع شده‌است. برستوواچ ۲۷۹٫۹۴ کیلومتر مربع مساحت و ۳٬۷۲۶ نفر جمعیت دارد.